# Осада Ревеля (1570—1571)
Осада Ревеля 1570—1571 годов — первая неудачная осада Ревеля (Колывани) русской армией под командованием ливонского короля Магнуса и царских воевод Ивана Яковлева, Василия Умного-Колычёва и князя Юрия Токмакова.

## Предыстория
В 1568 году на трон Швеции взошёл король Юхан III, который расторг заключённый в феврале 1567 года королём Эриком XIV союзный договор с царём Иваном IV Грозным. Русский царь стал готовиться к войне с Швецией, для чего заключил союзное соглашение с Данией и трёхлетнее перемирие с Польшей. Приглашённый в Москву младший брат датского короля Фредерика II принц Магнус (Арцимагнуса Крестьяновича по русским летописям) принял предложение стать вассалом («голдовником») русского царя и был провозглашён «королём Ливонии». Находившиеся в русском плену ливонские немцы были освобождены. 25 июня 1570 года Боярская дума утвердила решение направить войско для взятия Ревеля, падение которого привело бы к утрате Швецией Эстляндии.

## Ход осады
21 августа 1570 года король Магнус с войском в 1000 человек наёмных кнехтов и ливонских дворян подошёл к Ревелю. Горожане Ревеля, в 1561 году принявшие подданство Швеции, отвергли направленное им предложение о сдаче. Началась длительная осада. Напротив городских ворот были сооружены туры, с которых вёлся интенсивный обстрел крепости. Однако отсутствие у Магнуса тяжёлых пушек, способных разрушить каменные стены города, и активность осаждённых, ежедневно устраивавших вылазки для разрушения осадных сооружений, не позволяли осаждающим добиться успеха.
16 октября к Ревелю прибыли царские воеводы боярин Иван Петрович Хирон-Яковлев с земскими отрядами и окольничий Василий Иванович Умной-Колычёв с опричниками. Общая численность прибывшего войска составляла около 4—5 тысяч человек. Воеводы Яковлев и Колычёв потребовали сдать город, угрожая жестокими карами за сопротивление. После того, как магистрат Ревеля отверг это требование, отряды опричников приступили к опустошению и разорению ревельских окрестностей. Король Магнус, понимая, что жестокость русских лишит его поддержки ливонских дворян, безуспешно пытался убедить союзников, что привело к столкновению с царскими воеводами. Царь поддержал в этом споре Магнуса, главные воеводы И. П. Яковлев и В. И. Умной-Колычёв были в оковах доставлены в Москву, а отряды опричников отозваны от Ревеля.
Надежда осаждающих на зимние трудности для защитников города не оправдалась — шведский флот успел до наступления зимы доставить в Ревель подкрепления, продовольствие, дрова и боеприпасы.
12 января 1571 года к Ревелю прибыло новое войско под командой князя Юрия Токмакова.
Предпринятый с 16 января полуторамесячный обстрел города «огненными ядрами» не принёс результата. В ходе перестрелок и вылазок горожан русское войско потеряло более 100 человек. Начавшаяся осенью 1570 года в Ревеле эпидемия чумы перекинулась на русское войско, вызвав в нём большую смертность.
16 марта 1571 года, простояв под Ревелем «30 недель без трёх дней», король Магнус и русские воеводы были вынуждены снять осаду и отступить от Ревеля.